# アニメグ。
『アニメグ。』は、緒方恵美のアニメソング・カバーアルバム。2007年10月3日にMellow Headから発売された。

## 概要
- 緒方が出演したアニメ主題歌のカバーを中心にセレクトしたカバーアルバム。緒方自身が思い入れのあるアニメ作品の主題歌もセレクトされている。
- 13曲目「オカエリ!」はem:ou（緒方の作詞名義）が今作のために書き下ろした楽曲。

## 収録曲
| #         | タイトル                     | 作詞                | 作曲              | 編曲      | 時間  |
| --------- | ---------------------------- | ------------------- | ----------------- | --------- | ----- |
| 1.        | 「The Galaxy Express 999」   | 奈良橋陽子 山川啓介 | タケカワユキヒデ  | 須藤賢一  | 3:29  |
| 2.        | 「Get Wild」                 | 小室みつ子          | 小室哲哉          | 河野陽吾  | 4:07  |
| 3.        | 「アンバランスなKissをして」 | 山田ひろし          | 高橋ひろ          | 西岡和哉  | 3:49  |
| 4.        | 「ヤマトより愛をこめて」     | 阿久悠              | 大野克夫          | 松尾早人  | 4:19  |
| 5.        | 「残酷な天使のテーゼ」       | 及川眠子            | 佐藤英敏          | 河野陽吾  | 4:22  |
| 6.        | 「想い出がいっぱい」         | 阿木燿子            | 鈴木キサブロー    | 森藤晶司  | 5:15  |
| 7.        | 「今日もどこかでデビルマン」 | 阿久悠              | 都倉俊一          | 森藤晶司  | 3:11  |
| 8.        | 「ムーンライト伝説」         | 小田佳奈子          | 小諸鉄矢          | 大熊謙一  | 3:33  |
| 9.        | 「ゆずれない願い」           | 田村直美            | 田村直美 石川寛門 | 西岡和哉  | 3:54  |
| 10.       | 「美夕八千夜」               | 垣野内成美          | 寺嶋民哉          | 大熊謙一  | 4:34  |
| 11.       | 「青のレクイエム」           | 小竹正人            | PIPEPINE PROJECT  | 河野陽吾  | 4:48  |
| 12.       | 「Agape」                    | 岡崎律子            | 岡崎律子          | 安瀬聖    | 3:54  |
| 13.       | 「オカエリ!」                | em:ou               | em:ou             | 西岡和哉  | 4:30  |
| 合計時間: | 合計時間:                    | 合計時間:           | 合計時間:         | 合計時間: | 53:45 |